# Ramin Karimloo
Ramin Karimloo (Teheran, 19 de setembre de 1978) és un actor i cantant canadenc, nascut a l'Iran, conegut pel seu treball al West End de Londres i al teatre de Broadway a Nova York.
Durant la seva carrera, ha interpretat al Fantasma i a Raoul, de The Phantom of the Opera, i a Jean Valjean, Enjolras i Marius Pontmercy al musical de Les Misérables. També va originar els papers de Gleb i del Fantasma als musicals Anastasia i Love Never Dies, respectivament. També és conegut per haver interpretat al Fantasma en l'especial The Phantom of the Opera 25th Anniversary Performance at the Royal Albert Hall, que va ser emès en sales de cinema al voltant del món a l'octubre de 2011. El 2014, va fer el seu debut a Broadway amb la reestrena de Les Misérables, on va interpretar a Jean Valjean i va ser nominat al Premi Tony al millor actor protagonista de musical.

## Biografia
Karimloo va néixer a Teheran, Iran, i és el mitjà de tres germans. Quan encara era un nadó, la seva família va haver de deixar l'Iran ja que el seu pare era part de la Guàrdia Imperial del Xa durant la revolució islàmica de l'Iran. La família va emigrar a Roma, Itàlia i després de tres anys es van traslladar al Canadà. Al Canadà va començar vivint a Peterborough i més tard es va traslladar a Richmond Hill. Karimloo va estudiar a l'Escola de Secundària Alexander Mackenzie. Karimloo té un germà.

## Carrera

### Teatre

#### Inicis iThe Phantom of the Opera
Karimloo va començar treballant en un creuer, on actuava cada dia. Més endavant, es va instal·lar al Regne Unit. El 2000 va aconseguir el seu primer paper, en una pantomímica d'Aladí, on interpretava el paper principal. El 2001 es va unir al tour nacional de Regne Unit de The Pirates of Penzance, on va començar sent el substitut pel paper de Rei Pirata i després va passar a ser regular. El 2002 també va formar part d'un altre tour nacional, aquesta vegada del musical Sunset Boulevard, on interpretava a Artie Green.
El 2002, Karimloo va fer el seu debut al West End amb el musical Les Misérables, en el qual interpretava a Feuilly i era substitut pels papers de Marius Pontmercy i Enjolras. El 2003, Karimloo va agafar el paper de Raoul a The Phantom of the Opera i anys més endavant també interpretaria a Erik (el Fantasma). Mentre interpretava a Raoul, Karimloo va formar part de dos concerts; com a Marius a Les Misérables i com a Simó Zelota a Jesus Christ Superstar. El 2004 va tornar a Les Misérables interpretant a Enjolras. Aquell mateix desembre va aparèixer en un concert especial de Les Misérables al Castell de Windsor en honor al president francès Jacques Chirac, a més a més, en aquest concert també hi va assistir la Reina Elisabet II. El 2005, Karimloo va formar part del tour nacional de Regne Unit de Miss Saigon en el paper de Chris.
El setembre de 2007, Karimloo va tornar a The Phantom of the Opera, aquesta vegada però en el paper protagonista de Fantasma i, amb només 28 anys, es va convertir en el Fantasma més jove de Londres. La seva interpretació li va valdre una nominació als Premis Theatregoers’ Choice en la categoria de Millor reemplaçament.
El juliol de 2008, Karimloo va participar al Sydmonton Festival i va tornar a interpretar al Fantasma en la presentació del primer acte de Phantom: Once Upon Another Time, acompanyat de Sierra Boggess en el paper de Christine Daée. Aquest primer acte era l'inici de la seqüela de The Phantom of the Opera. El setembre d'aquell mateix any, Andrew Lloyd Webber va anunciar que la seqüela portaria el títol de Love Never Dies. Un any més tard, es va confirmar que Karimloo reprendria el paper del Fantasma a la seqüela i que seria acompanyat del Boggess en el paper de Christine. El 7 de novembre de 2009, Karimloo va fer la seva última actuació com a Fantasma al West End per poder preparar-se el seu paper a Love Never Dies. El musical es va estrenar el 9 de març de 2010 al Teatre Adelphi. Karimloo va deixar el paper de Fantasma a Love Never Dies el 27 d'agost de 2011, quan el musical va tancar. La seva actuació com a Fantasma, li va valdre una nominació al Premi Laurence Olivier al Millor Actor de Musical. També va guanyar el Premi WhatsOnStage al millor actor protagonista en un musical i el Premi BroadwayWorld (UK/West End) al millor actor protagonista de musical.
El 2009, Karimloo va participar en la gravació de Bluebird, un àlbum musical de Gareth Peter Dicks. Ambientat durant la Segona Guerra Mundial, Karimloo va interpretar a Ben Breagan, un soldat de l'exèrcit estatunidenc. L'àlbum va ser publicat el setembre de 2009.
El 3 d'octubre de 2010, Karimloo va interpretar a Enjolras en el concert del 25è aniversari de Les Misérables. Aquest especial va ser retransmès als Estats Units el 6 de març de 2011 a través de Public Broadcasting Service (PBS).
El dies 1 i 2 d'octubre de 2011, Karimloo va reprendre el paper de Fantasma pel concert especial del 25è aniversari de The Phantom of the Opera, que va tenir lloc al Royal Albert Hall. Per l'especial, titulat The Phantom of the Opera at the Royal Albert Hall, Karimloo va tornar a compartir escenari amb Sierra Boggess, qui interpretava a Christine Daaé. El concert va ser retransmès en directe a cinemes arreu del món.

#### Les Misérablesi debut a Broadway

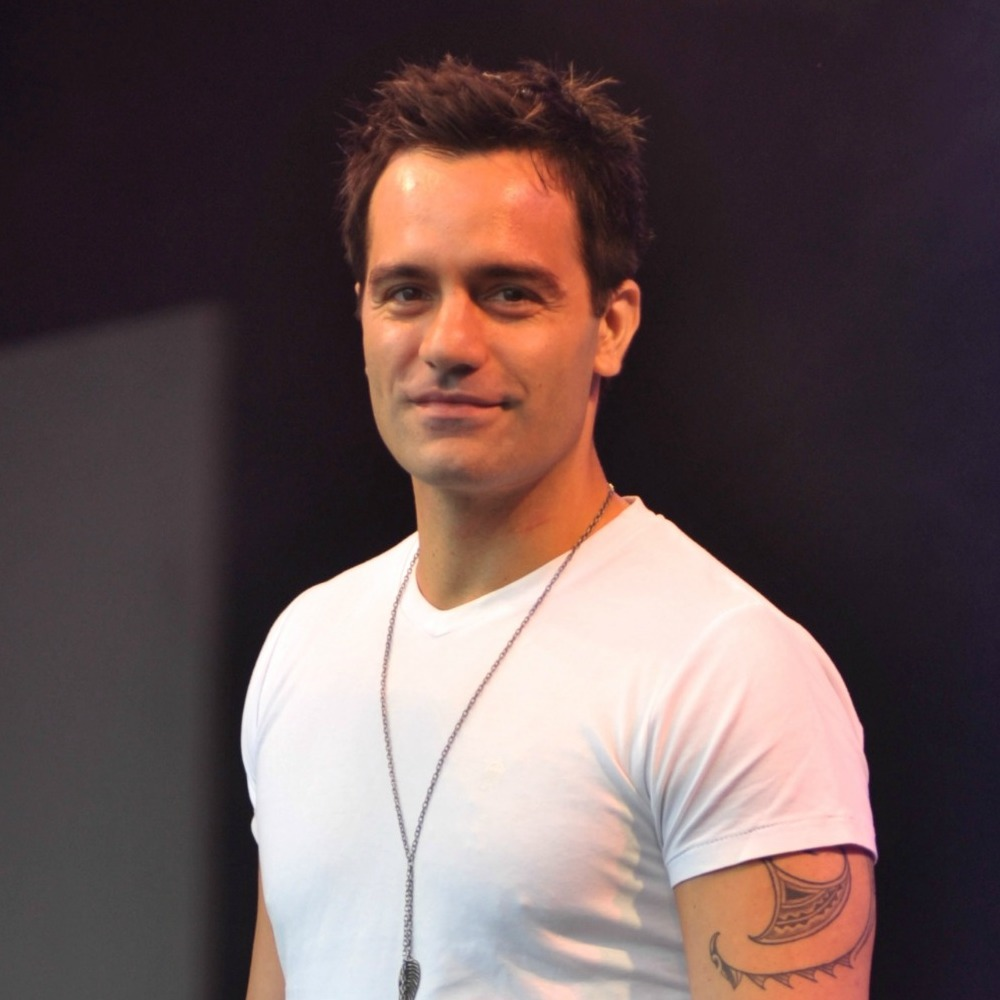
Karimloo el 2011.

A finals d'octubre de 2011, es va anunciar que Karimloo tornaria a Les Misérables, al Queen's Theatre, en el paper principal de Jean Valjean, substituint a Alfie Boe. Va interpretar el paper des del 29 de novembre de 2011 fins al 3 de març de 2012. La seva interpretació li va valdre el Premi Theatregoers’ Choice en la categoria de Millor reemplaçament.
El 26 de gener de 2013, a causa del 25è aniversari de The Phantom of the Opera a Broadway, Karimloo es va unir a John Owen-Jones, Peter Jöback i Hugh Panaro, i també a Sierra Boggess, per cantar la cançó principal del musical "The Music of the Night".
Karimloo va tornar a interpretar a Jean Valjean a Les Misérables, aquesta vegada però, al Princess of Wales Theatre de Toronto, Canadà. La producció canadenca va ser estrenada el 27 de setembre de 2013 i va tancar el 2 de febrer de 2014. El gener de 2014, Karimloo va reprendre el paper de Valjean a la reestrena del musical al Broadway, fent així, el seu debut a Broadway. Per la seva interpretació, va ser nominat al Premi Tony al millor actor protagonista de musical durant els Premis Tony de 2014. Karimloo va deixar el paper el 30 d'agost de 2015 i va ser substituït per Alfie Boe, qui també va interpretar el paper en el concert del 25è aniversari.
El 16 de febrer de 2015, Karimloo va interpretar a Tom Watson a la versió en concert del musical Parade, que va tenir lloc a l'Avery Fisher Hall al Lincoln Center. El 28 de maig d'aquell mateix any, es va anunciar que Karimloo formaria part de la companyia que estrenaria el musical Prince of Broadway al Japó. El musical incloïa algunes cançons dels musicals més famosos que Harold Prince havia dirigit. L'estrena va tenir lloc a Tòquio al Tokyu Theatre Orb el 23 d'octubre de 2015 i un mes més tard, la producció es va traslladar a l'Umeda Arts Theatre d'Osaka, on s'hi va estar fins al 10 de desembre.
El febrer de 2016, Karimloo va tornar a actuar al costat de Boggess en una producció de Manhattan Concert Productions del musical The Secret Garden. Entre el 30 d'abril i el 8 de maig d'aquell mateix any, Karimloo va interpretar al Ché, en la producció d'Evita que es va realitzar a la Vancouver Opera House. L'1 d'agost de 2016, Karimloo va aparèixer a l'obra de teatre White Rabbit Red Rabbit, escrita per Nassim Soleimanpour i en la que només hi apareix un personatge, el narrador. Entre el 30 de setembre i el 3 de desembre de 2016, va protagonitzar el musical Murder Ballad, en el paper de Tom, al West End de Londres.

#### AnastasiaiFunny Girl
El 22 de setembre 2016, es va anunciar que Karimloo interpretaria al General Gleb Vaganov a la producció del musical Anastasia, una adaptació de la pel·lícula del mateix nom de 1997, marcant així, el seu retorn a Broadway. Les prèvies del musical van començar el 23 de març de 2017 i l'estrena oficial va tenir lloc un mes més tard, el 24 d'abril, al Broadhurst Theatre. El 3 de desembre de 2017 va fer la seva última actuació en el paper de Gleb Vaganov.
Després de deixar Anastasia, Karimloo va formar interpretar a Anatoly Sergievsky, al musical Chess, que es va fer al Kennedy Center entre el 14 i el 18 de febrer de 2018. El 20 de febrer, va actuar al Broadway Classics in Concert at Carnegie Hall, juntament amb Sierra Boggess, Laura Osnes, Norm Lewis, Lea Salonga, Ryan Silverman, Tony Yazbeck, Michael Arden, Carolee Carmello, Allan Corduner, Nikki Renêe Daniels i Quentin Earl Darrington.
Durant el mes de maig de 2018, va reprendre el paper del Fantasma en una sèrie de concerts de The Phantom of the Opera que es van fer al Sejong Center for the Performing Arts, a Seoul, Corea del Sud, a causa del 70è aniversari d'Andrew Lloyd Webber. Entre el 4 i el 28 de juliol del mateix any, Karimloo va tornar al Japó per interpretar al Ché, en una producció especial d'Evita al Tokyu Theatre Orb de Tòquio. Els dies 1, 2, 3 i 4 de novembre, Karimloo va tornar a interpretar a Jean Valjean, de Les Misérables, al Beau Sejour, una sala de concerts a l'illa de Guernsey.
El gener de 2019, es va publicar l'àlbum The Clockmaker's Daughter, en el que Karimloo va donar veu al personatge d'Abraham; tot i que el juny d'aquell mateix any es va fer un concert, Karimloo no hi va participar i, en el seu lloc, hi va haver John Owen-Jones. El dia 1 de setembre de 2019, va interpretar a Yurii Zhivago en un concert del musical Doctor Zhivago. Aquest concert va ser l'estrena de Doctor Zhivago al Regne Unit i només va ser interpretat dues vegades al Cadogan Hall.
Entre l'11 i el 14 d'octubre de 2019, Karimloo va interpretar a Judes Iscariot al musical, en versió concert, de Jesus Christ Superstar al Japó, al Tokyu Theatre Orb. El 2020, va tornar al Japó per interpretar a Anatoly Sergievsky, de Chess. Les actuacions van tenir lloc a l'Umeda Arts Theater entre el 25 i 28 de gener i al Tokyo International Forum entre l'1 i el 9 de febrer.
El 2021, Karimloo va tornar a aparèixer a Jesus Christ Superstar, en el paper de Judes, al Tokyu Theatre Orb. Les prèvies van tenir lloc els dies 12 i 13 de juliol i, tot i que estava previst que les actuacions fossin entre el 15 i el 27 de juliol, a causa de la pandèmia de Covid-19, les actuacions dels dies 22, 23 i 24, van haver de ser cancel·lades. El 18 de juny de 2021, es va publicar l'àlbum conceptual de Rumi: The Musical, on Karimloo va interpretar a Shams Tabrizi. Cinc mesos més tard, el 23 i 24 de novembre, el musical va estrenar-se mundialment en forma de concert al Coliseum Theatre. El 3 de desembre del mateix any, Karimloo va participar en el concert del musical Sunset Boulevard, que va tenir lloc al Royal Albert Hall.
El 6 d'octubre de 2021, va ser anunciat que Karimloo tornaria a Broadway amb la producció de Funny Girl, on interpretaria a Nick Arnstein, juntament amb Jane Lynch, Jared Grimes i Beanie Feldstein. Les prèvies van començar el 26 de març de 2022 i el musical va ser estrenat oficialment el 24 d'abril de 2022 a l'August Wilson Theatre. Karimloo continuà interpretant a Arnstein fins al 3 de setembre de 2023, data en què Funny Girl tancà les portes.

#### Concerts i retorn aThe Phantom of the Opera
El 6 de febrer de 2022, Karimloo va participar al concert de Camelot, on va interpretar el paper del Rei Artur. A l'agost de 2022, es va publicar l'àlbum conceptual del musical The Last Match: A Pro-Wrestling Rock Musical. El 26 de setembre, el musical va ser interpretat dues vegades al White Eagle Hall de Jersey City. Durant la resta del 2022, Karimloo va participar en dos concerts especials: el 17 d'octubre va interpretar al Rei Pirata en el musical The Pirates of Penzance i el 12 de desembre va reprendre el paper d'Anatoly Sergievsky a Chess.
El 4 de novembre de 2022, es va anunciar que Karimloo tornaria a interpretar a Yurii Zhivago en un altre concert de Doctor Zhivago al London Palladium el 7 de maig de 2023.
El 27 de febrer de 2023, es va anunciar que Karimloo reprendria el paper del Fantasma a l'estrena del musical a Itàlia. El musical està dirigit per Federico Bellone i Karimloo estarà acompanyat per Amelia Milo en el paper de Christine, Bradley Jaden com a Raoul i Earl Carpenter com a Monsieur André. Les actuacions van començar el 4 de juliol de 2023 al Teatro Stabile del Friuli Venezia Giulia de Trieste, Itàlia. Més endavant, es va anunciar que Karimloo continuaria interpretant al Fantasma, doncs el musical també passarà per Milà entre l'11 i el 22 d'octubre de 2023 i, finalment, farà parada a Montecarlo, Mònaco, entre el 16 i el 31 de desembre de 2023.
El 31 d'octubre de 2023, es va anunciar que Karimloo interpretaria a Gomez Addams en el concert del musical The Addams Family al London Palladium el febrer de 2024.
El març de 2023, es va anunciar que Karimloo faria el seu debut d'òpera el març del 2023 a Songbird, interpretant el personatge principal. Karimloo actuarà al Kennedy Center com a part de la Washington National Opera. El gener de 2024, es va anunciar que Karimloo s'estrenaria a Encores! amb el musical Titanic i donant vida a Frederick Barrett al New York City Center.
Entre el 10 de setembre i el 9 de novembre de 2024, Karimloo va interpretar a Lonesone Rhodes en l'estrena mundial del musical A Face in the Crowd, una adaptació de la pel·lícula de 1957 del mateix nom. El 24 novembre de 2024 va donar vida a Freddy Benson als dos concerts que varen fer al London Palladium del musical Dirty Rotten Scoundrels. Els dies 1 i 2 de febrer de 2025, Karimloo va interpretar a Guido Contini, del musical Nine.
Està previst que Karimloo retorni a Broadway a l'abril de 2025 amb la reestrena de The Pirates of Penzance en el paper de Pirate King, al Teatre Todd Haimes.

### Cinema i televisió
El 2004, Karimloo va fer un cameo a la pel·lícula The Phantom of the Opera, on va interpretar a Gustave Daaé, el pare de Christine Daaé. El 2012, Karimloo va protagonitzar un curtmetratge, titulat The Rain, on interpreta a Sam. El 2013, va tenir un petit paper a la pel·lícula Vendetta. El 2018 va aparèixer a la pel·lícula Nativity Rocks!. 2022 va interpretar a en Bill i en Will a la pel·lícula Tomorrow Morning, una adaptació del musical del mateix nom. El 2023 va interpretar a William Wright a la pel·lícula de ciència-ficció The Stratum.
El 2011 va aparèixer a la sèrie de televisió britànica, creada per Ricky Gervais i Stephen Merchant, Life's Too Short, on va interpretar a un cienciòleg. El 2013 va aparèixer a quatre episodis de la sèrie The Spa interpretant a Costas. El 2015, va aparèixer al primer episodi de la sisena temporada de la sèrie Blue Bloods, on va interpretar a Barry Hamidi. El 2019, va aparèixer en dos episodis de la sèrie Jesus: His Life, interpretant a Josep de Natzaret.
El 14 de gener de 2019, es va anunciar que Karimloo s'havia unit al repartiment de la 21ena temporada de la sèrie de la BBC One, Holby City, en la que interpretaria a Kian Madani. Va continuar interpretant a Madani fins a la 23ena i última temporada de la sèrie.
El 2023, Karimloo va aparèixer a la pel·lícula Bound, dirigida per Isaac Hirotsu Woofter i en la que va interpretar a Owais.

### Música
El 2004 va publicar el seu primer EP, Within the Square Inch, que incloïa duets amb Hadley Fraser i Sophia Ragavelas, amb qui va compartir escenari a Les Misérables.
Durant el 2011, va estar gravant el seu primer àlbum amb la discogràfica Sony Music Entertainment. Aquest àlbum va ser publicat el 9 d'abril de 2012 al Regne Unit sota el nom de Ramin i el 5 de juny als Estats Units amb el títol Human Heart. Després de la publicació de l'àlbum va fer una gira que el portaria pel Regne Unit, Estats Units i el Canadà.
El 2014 va començar una sèrie d'EPs, la qual es va iniciar el 7 d'abril de 2014 amb la publicació de The Road to Find Out: East, en el qual hi ha les cançons "Losing" i "Broken" que va escriure juntament amb Fraser per la seva banda Sheytoons. La sèrie va continuar el 8 de juliol de 2016, quan va publicar The Road to Find Out: South "The Brooklyn Sessions", que inclou tres cançons originals, "Wings", escrita amb Fraser, "Traveller's Eyes", escrita juntament amb la seva banda The Broadgrass Band, i "Letting the Last One Go", que va compondre ell mateix, a més a més, també inclou "Edelweiss" i "Old Man River", dels musicals The Sound of Music i Show Boat. respectivament. El tercer EP va arribar el 18 de novembre de 2022, amb el títol The Road to Find Out: North, amb les cançons "Driftwood", escrita per ell i Fraser, "When Does it Go Away", composta per ell mateix, i altres cançons com "The Music of the Night" de The Phantom of the Opera. El quart i últim EP de la sèrie va ser The Road to Find Out: West, que va ser publicat el 5 de maig de 2023, amb una cançó original de Karimloo i Fraser titulada "Solitude" i altres cançons com "Bring Him Home", de Les Misérables, "Hushabye Mountain", de Chitty Chitty Bang Bang, o "Feed the Birds", de Mary Poppins.
El 2 d'agost de 2019, Karimloo va publicar el seu segon àlbum d'estudi, titulat From Now On, nomenat després de la cançó "From Now On" de la pel·lícula musical The Greatest Showman, i que també va estar publicat per Sony Music. Durant els mesos anteriors a la publicació de l'àlbum, Karimloo va publicar quatre senzills, "From Now On" (The Greatest Showman), "What You Own" (Rent), "You'll Be Back" (Hamilton) i "Waving Through the Window" (Dear Evan Hansen), que estarien inclosos a l'àlbum. També va publicar "Maybe It's Time" (A Star is Born) com a senzill.

## Vida personal
Mentre treballava al creuer, Karimloo va conèixer a Amanda Ramsden, amb qui ara està casat té dos fills, en Hadley i en Jaiden.

## Teatre
| Any     | Títol                                             | Paper                          | Teatre                                | Notes                      | Ref.          |
| ------- | ------------------------------------------------- | ------------------------------ | ------------------------------------- | -------------------------- | ------------- |
| 2001    | The Pirates of Penzance                           | Rei Pirata                     | N/A                                   | Tour Nacional a Regne Unit | [ 10 ]        |
| 2002    | Sunset Boulevard                                  | Artie Green                    | N/A                                   | Tour Nacional a Regne Unit | [ 11 ]        |
| 2002    | Les Misérables                                    | Feuilly u/s: Marius & Enjolras | Palace Theatre                        | West End                   | [ 12 ]        |
| 2003–04 | The Phantom of the Opera                          | Raoul                          | Her Majesty's Theatre                 | West End                   | [ 13 ]        |
| 2003    | Les Misérables                                    | Marius                         | N/D                                   | 2 concerts                 | [ 10 ]        |
| 2004    | Jesus Christ Superstar                            | Simó Zelota                    | Ferneham Hall                         | Concert                    | [ 117 ]       |
| 2004–05 | Les Misérables                                    | Enjolras                       | Palace Theatre                        | West End                   |               |
| 2004–05 | Les Misérables                                    | Enjolras                       | Castell de Windsor                    | Concert especial           | [ 13 ]        |
| 2005    | Miss Saigon                                       | Chris                          | N/D                                   | Tour Nacional a Regne Unit | [ 16 ]        |
| 2007–09 | The Phantom of the Opera                          | Fantasma                       | Her Majesty's Theatre                 | West End                   | [ 16 ] [ 23 ] |
| 2010    | Les Misérables in Concert: The 25th Anniversary   | Enjolras                       | O2 Arena, Londres                     | Concert del 25è aniversari | [ 30 ]        |
| 2010–11 | Love Never Dies                                   | Fantasma                       | Adelphi Theatre                       | West End                   | [ 24 ] [ 25 ] |
| 2011    | The Phantom of the Opera at the Royal Albert Hall | Fantasma                       | Royal Albert Hall, Londres            | Concert del 25è aniversari | [ 15 ]        |
| 2011–12 | Les Misérables                                    | Jean Valjean                   | Queen's Theatre                       | West End                   | [ 34 ]        |
| 2013–14 | Les Misérables                                    | Jean Valjean                   | Princess of Wales Theatre             | Toronto, Canadà            | [ 39 ]        |
| 2014–15 | Les Misérables                                    | Jean Valjean                   | Imperial Theatre                      | Broadway                   | [ 5 ] [ 42 ]  |
| 2015    | Parade                                            | Tom Watson                     | Avery Fisher Hall, Lincoln Center     | Broadway                   | [ 43 ]        |
| 2015    | Prince of Broadway                                | varis                          | Tokyu Theatre Orb                     | Tòquio, Japó               | [ 45 ]        |
| 2015    | Prince of Broadway                                | varis                          | Umeda Arts Theater                    | Osaka, Japó                | [ 45 ]        |
| 2016    | The Secret Garden                                 | Archibald Craven               | David Geffen Hall, Lincoln Center     | Concert del 25è aniversari | [ 46 ]        |
| 2016    | Evita                                             | Ché                            | Vancouver Opera House                 | Vancouver, Canadà          | [ 47 ]        |
| 2016    | White Rabbit Red Rabbit                           | N/D                            | Westside Theatre                      | Off-Broadway               | [ 48 ]        |
| 2016    | Murder Ballad                                     | Tom                            | Arts Theatre                          | West End                   | [ 49 ]        |
| 2017    | Anastasia                                         | Gleb Vaganov                   | Broadhurst Theatre                    | Broadway                   | [ 50 ]        |
| 2018    | Chess                                             | Anatoly Sergievsky             | Kennedy Center                        | Washington, D.C            | [ 53 ]        |
| 2018    | The Phantom of the Opera                          | Fantasma                       | Sejong Center for the Performing Arts | Seoul, Corea del Sud       | [ 55 ]        |
| 2018    | Evita                                             | Ché                            | Tokyu Theatre Orb                     | Tòquio, Japó               | [ 56 ]        |
| 2018    | Les Misérables                                    | Jean Valjean                   | Beau Sejour                           | Guernsey                   | [ 57 ]        |
| 2019    | Doctor Zhivago                                    | Yurii Zhivago                  | Cadogan Hall                          | Londres                    | [ 60 ]        |
| 2019    | Jesus Christ Superstar                            | Judes Iscariot                 | Tokyu Theatre Orb                     | Tòquio, Japó               | [ 62 ]        |
| 2020    | Chess                                             | Anatoly Sergievsky             | Umeda Arts Theatre                    | Osaka, Japó                | [ 63 ]        |
| 2020    | Chess                                             | Anatoly Sergievsky             | Tokyo International Forum             | Tòquio, Japó               | [ 63 ]        |
| 2021    | Jesus Christ Superstar                            | Judes Iscariot                 | Tokyu Theatre Orb                     | Tòquio, Japó               | [ 64 ]        |
| 2021    | Rumi: The Musical                                 | Shams Tabrizi                  | Coliseum Theatre                      | West End                   | [ 66 ]        |
| 2021    | Sunset Boulevard                                  | Joe                            | Royal Albert Hall                     | Londres                    | [ 67 ]        |
| 2022    | Camelot                                           | Rei Artur                      | London Palladium                      | West End                   | [ 72 ]        |
| 2022–23 | Funny Girl                                        | Nick Arnstein                  | August Wilson Theatre                 | Broadway                   | [ 69 ] [ 70 ] |
| 2022    | The Last Match: a Pro-Wrestling Rock Musical      | Ben Vengeance                  | White Eagle Hall                      | Jersey City, Nova Jersey   | [ 74 ]        |
| 2022    | The Pirates of Penzance                           | Rei Pirata                     | American Airlines Theatre             | Broadway                   | [ 75 ]        |
| 2022    | Chess                                             | Anatoly Sergievsky             | Broadhurst Theatre                    | Broadway                   | [ 76 ]        |
| 2023    | Doctor Zhivago                                    | Yurii Zhivago                  | London Palladium                      | West End                   | [ 77 ]        |
| 2023    | The Phantom of the Opera                          | Fantasma                       | Teatre Il Rossetti                    | Trieste, Itàlia            | [ 78 ]        |
| 2023    | The Phantom of the Opera                          | Fantasma                       | Teatro degli Arcimboldi               | Milà, Itàlia               | [ 78 ]        |
| 2023    | The Phantom of the Opera                          | Fantasma                       | Òpera de Montecarlo                   | Montecarlo, Mònaco         | [ 78 ]        |
| 2024    | The Addams Family                                 | Gomez Addams                   | London Palladium                      | West End                   | [ 81 ]        |
| 2024    | Songbird                                          | Songbird                       | Kennedy Center                        | Washington National Opera  | [ 82 ]        |
| 2024    | Titanic                                           | Frederick Barrett              | New York City Center                  | Off-Broadway Encores!      | [ 83 ]        |
| 2024    | A Face in the Crowd                               | Lonesone Rhodes                | Young Vic Theatre                     | Londres                    | [ 84 ]        |
| 2024    | Dirty Rotten Scoundrels                           | Freddy Benson                  | London Palladium                      | West End                   | [ 85 ]        |
| 2025    | Nine                                              | Guido Contini                  | The Lowry                             | Salford, Gran Manchester   | [ 86 ]        |
| 2025    | The Pirates of Penzance                           | Rei Pirata                     | Todd Haimes Theatre                   | Broadway                   | [ 87 ]        |

## Filmografia

### Cinema
| Any  | Títol                                             | Paper               | Notes                | Ref.    |
| ---- | ------------------------------------------------- | ------------------- | -------------------- | ------- |
| 2004 | The Phantom of the Opera                          | Gustave Daaé        | Cameo                | [ 88 ]  |
| 2010 | Les Misérables in Concert: The 25th Anniversary   | Enjolras            | Gravació del concert | [ 31 ]  |
| 2011 | The Phantom of the Opera at the Royal Albert Hall | Fantasma            | Gravació del concert | [ 33 ]  |
| 2012 | The Rain                                          | Sam                 | Curt                 | [ 89 ]  |
| 2013 | Vendetta                                          | Lladre de Nova York |                      | [ 90 ]  |
| 2018 | Nativity Rocks!                                   | Pare d'en Doru      |                      | [ 91 ]  |
| 2022 | Tomorrow Morning                                  | Bill/Will           |                      | [ 92 ]  |
| 2023 | The Stratum                                       | William Wright      |                      | [ 93 ]  |
| 2023 | Bound                                             | Owais               |                      | [ 102 ] |

### Televisió
| Any     | Títol            | Paper             | Notes                          | Ref.           |
| ------- | ---------------- | ----------------- | ------------------------------ | -------------- |
| 2011    | Life's Too Short | Cienciòleg        | Episodi: "Episode Five"        | [ 94 ]         |
| 2013    | The Spa          | Costas            | 4 episodis                     | [ 96 ]         |
| 2015    | Blue Bloods      | Barry Hamidi      | Episodi: "Worst Case Scenario" | [ 97 ]         |
| 2019    | Jesus: His Life  | Josep de Natzaret | 2 episodis                     | [ 98 ]         |
| 2019–21 | Holby City       | Kian Madani       | Personatge principal           | [ 99 ] [ 100 ] |

## Discografia

### Àlbums d'estudi
| Títol       | Detalls |
| ----------- | --- |
| Ramin       | - Data de publicació: 9 d'abril de 2012 - Discogràfica: Sony Music Entertainment - Formats: CD, descàrrega digital |
| From Now On | - Data de publicació: 2 d'agost de 2019 - Discogràfica: Sony Music Entertainment - Formats: CD, descàrrega digital |

### EP
| Títol                       | Detalls |
| --------------------------- | --- |
| Within the Square Inch      | - Publicació: 2004 - Discogràfica: Shellwood Productions - Formats: CD                                          |
| The Road to Find Out: East  | - Data de publicació: 7 d'abril de 2014 - Discogràfica: Big Hand Recordings - Formats: CD, descàrrega digital   |
| The Road to Find Out: South | - Data de publicació: 8 de juliol de 2016 - Discogràfica: Big Hand Recordings - Formats: CD, descàrrega digital |
| The Road to Find Out: North | - Data de publicació: 18 de novembre de 2022 - Discogràfica: Westway Music - Formats: CD, descàrrega digital    |
| The Road to Find Out: West  | - Data de publicació: 5 de maig de 2023 - Discogràfica: Westway Music - Formats: CD, descàrrega digital         |

### Senzills
| Títol                     | Any  | Àlbum                                        |
| ------------------------- | ---- | -------------------------------------------- |
| "Beside Me"               | 2011 | Senzill no pertanyent a un àlbum             |
| "Why Am I Falling?"       | 2013 | Senzill no pertanyent a un àlbum             |
| "From Now On"             | 2018 | From Now On                                  |
| "What You Own"            | 2019 | From Now On                                  |
| "Maybe It's Time"         | 2019 | Senzill no pertanyent a un àlbum             |
| "You'll Be Back"          | 2019 | From Now On                                  |
| "Waving Through a Window" | 2019 | From Now On                                  |
| "Thirty Years"            | 2022 | The Last Match: A Pro-Wrestling Rock Musical |

## Premis i nominacions
| Any  | Premis                              | Categoria                               | Feina                                        | Resultat  | Ref.    |
| ---- | ----------------------------------- | --------------------------------------- | -------------------------------------------- | --------- | ------- |
| 2008 | Premis Theatregoers’ Choice         | Millor reemplaçament                    | The Phantom of the Opera                     | Nominat   | [ 17 ]  |
| 2010 | Premis BroadwayWorld (UK/West End)  | Millor actor en un musical              | Love Never Dies                              | Guanyador | [ 28 ]  |
| 2011 | Premis WhatsOnStage                 | Millor actor en un musical              | Love Never Dies                              | Guanyador | [ 27 ]  |
| 2011 | Premis Laurence Olivier             | Millor actor de musical                 | Love Never Dies                              | Nominat   | [ 26 ]  |
| 2013 | Premis Theatregoers’ Choice         | Millor reemplaçament                    | Les Misérables                               | Guanyador | [ 36 ]  |
| 2014 | Premis Tony                         | Millor actor en un musical              | Les Misérables                               | Guanyador | [ 41 ]  |
| 2014 | Premis Drama League                 | Actuació destacada                      | Les Misérables                               | Nominat   | [ 118 ] |
| 2014 | Premis Theatre World                | Premis Theatre World                    | Les Misérables                               | Guanyador | [ 119 ] |
| 2014 | Premis Dora                         | Millor actuació masculina en un musical | Les Misérables                               | Nominat   | [ 120 ] |
| 2017 | Premis WhatsOnStage                 | Millor actor en un musical              | Murder Ballad                                | Nominat   | [ 121 ] |
| 2022 | Premis Broadway.com Audience Choice | Actor de musical favorit                | Funny Girl                                   | Nominat   | [ 122 ] |
| 2022 | Premis BroadwayWorld New Jersey     | Millor actuació en un musical           | The Last Match: A Pro-Wrestling Rock Musical | Guanyador | [ 123 ] |